# Ośrodek Wernickego

Schemat pokazujący lokalizację ośrodków Broki i Wernickego

Ośrodek Wernickego – obszar kory mózgowej inicjujący i kierujący procesami rozpoznawania głosek, wyrazów i zdań oraz czynnościami nadawania mowy. Uszkodzenie tego ośrodka sprawia, iż wypowiedzi są prawidłowe pod względem ruchowym, lecz mimo to całkowicie niezrozumiałe. Znajduje się w tylnej części zakrętu skroniowego górnego płata skroniowego kory mózgu (Pole Brodmanna 22). Jego uszkodzenie prowadzi do afazji recepcyjnej (nazywanej także afazją czuciową, afazją płynną, afazją fluentną lub afazją Wernickego). Nazwa obszaru pochodzi od jego odkrywcy, Carla Wernickego.